# Chiria
Chiria è una suddivisione dell'India, classificata come census town, di 3.949 abitanti, situata nel distretto del Singhbhum Occidentale, nello stato federato del Jharkhand. In base al numero di abitanti la città rientra nella classe VI (meno di 5.000 persone).

## Geografia fisica
La città è situata a 22° 18' 0 N e 85° 16' 0 E e ha un'altitudine di 478 m s.l.m..

## Società

### Evoluzione demografica
Al censimento del 2001 la popolazione di Chiria assommava a 3.949 persone, delle quali 2.029 maschi e 1.920 femmine. I bambini di età inferiore o uguale ai sei anni assommavano a 595, dei quali 309 maschi e 286 femmine. Infine, coloro che erano in grado di saper almeno leggere e scrivere erano 2.262, dei quali 1.389 maschi e 873 femmine.